# Lipasi
Le lipasi (numero EC 3.1.1 e numero EC 3.1.4) sono enzimi idrolasi sottoclasse esterasi, operano l'idrolisi dei grassi, trasformando i trigliceridi in glicerolo e in acidi grassi, processo chiamato lipolisi.
Svolgono il ruolo fondamentale di scissione dei legami estere presenti nei trigliceridi.
Le fosfolipasi nello specifico hanno il compito di degradare i fosfolipidi. Nel metabolismo dei lipidi intervengono delle specifiche lipasi ormone dipendente (HSL) che scindono i trigliceridi in glicerolo e acidi grassi liberi pronti per l'utilizzo nelle vie metaboliche (beta-ossidazione).

## Tipi di lipasi
La principale lipasi umana presente nel sistema digestivo umano è la lipasi pancreatica e la pancreatic lipase related protein 2 (PLRP2), secrete entrambe dal pancreas. Gli esseri umani possiedono numerose altre lipasi, qui di seguito elencate:
| Nome                                | Gene                 | Localizzazione           | Descrizione | Patologia correlata |
| Lipasi sale bilare dipendente       | ?                    | pancreas, latte materno  | aiuta la digestione dei grassi | |
| lipasi pancreatica                  | PNLIP                | succo digestivo          | Per poter funzionare, richiede la presenza del suo coenzima colipasi                                                                    | |
| lipasi lisosomiale                  | LIPA                 | all'interno dei lisosomi | Chiamata anche lipasi acida lisosomiale o acido colesteril ester idrolasi                                                               | La sindrome dello stoccaggio da colesteril estere e la malattia di Wolman sono entrambe causate da mutazioni che colpiscono il gene che codifica per la lipasi lisosomiale |
| lipasi epatica                      | LIPC                 | endotelio                | La lipasi epatica agisce sui lipidi trasportati dalle lipoproteine nel sangue per rigenerare le LDL                                     | - |
| lipoproteina lipasi                 | LPL o "LIPD"         | endotelio                | Questa lipasi si trova a livello del sangue ed agisce sui trigliceridi trasportati dalle VLDL                                           | deficienza da lipoproteina lipasi è causata da una mutazione che colpisce il gene che codifica per questo enzima \|                                                        |
| lipasi ormone sensibile             | LIPE                 | intracellulare           | - | - |
| lipasi gastrica                     | LIPF                 | succo gastrico           | Agisce su acidi grassi a corta o media catena con un pH ottimale a 3-4 e ne permette l'assorbimento direttamente dalla mucosa gastrica. | - |
| lipasi endoteliale                  | LIPG                 | endotelio                | - | - |
| pancreatic lipase related protein 2 | PNLIPRP2 o "PLRP2" - | succo digestivo          | - | - |
| pancreatic lipase related protein 1 | PNLIPRP1 o "PLRP1"   | succo digestivo          | La Pancreatic lipase related protein 1 è molto simile alla PLRP2                                                                        | - |
| lipasi linguale                     | ?                    | succo digestivo          | - | - |